# La bella e la bestia (romanzo)
La bella e la bestia (titolo originale Beauty and the Beast), uscito nel 1982, è un romanzo poliziesco di Ed McBain, terzo della serie dedicata all'avvocato Matthew Hope. In Italia è stato pubblicato per la prima volta nel 1985 da Arnoldo Mondadori Editore nella collana Il Giallo Mondadori con il n. 1895, ed in seguito nel 2000 nella collana I Classici del Giallo con il n. 883.

## Trama
L'avvocato Matthew Hope di Calusa, un lunedì mattina di novembre riceve la visita di Michelle, una ragazza franco-tedesca che da un anno e mezzo è la moglie di un ex militare statunitense, George N. Harper. La ragazza, che è stata brutalmente picchiata, accusa il marito di averle usato violenza la notte precedente e chiede consiglio legale all'avvocato.

## Edizioni
- Ed McBain, La bella e la bestia, traduzione di Andreina Negretti, collana Il Giallo Mondadori n. 1895, Arnoldo Mondadori Editore, 1985.

- Ed McBain, La bella e la bestia, traduzione di Andreina Negretti, collana I Classici del Giallo Mondadori n. 883, Arnoldo Mondadori Editore, 2000,  p. 219.